# Rhipidolestes fascia
Rhipidolestes fascia là loài chuồn chuồn trong họ Megapodagrionidae. Loài này được Zhou mô tả khoa học đầu tiên năm 2003.